# Adam Schlesinger
Adam Lyons Schlesinger (Nova Iorque, 31 de outubro de 1967 – Nova Iorque, 1 de abril de 2020) foi um cantor, compositor, produtor musical e guitarrista estadunidense. Schlesinger ganhou três Emmy Awards, um Grammy Award e o Prêmio ASCAP Pop Music, sendo também nomeado para os Academy, Tony e Golden Globe Awards.
Membro fundador das bandas Fountains of Wayne, Ivy e Tinted Windows e um dos principais colaboradores e produtor de composições da dupla Fever High, Schlesinger cresceu em Manhattan e Montclair, Nova Jersey.

## Primeiros anos
Schlesinger cresceu em Manhattan e Montclair, Nova Jersey, tendo estudado na Montclair High School. Ele recebeu um diploma de bacharel em filosofia pelo Williams College.
Schlesinger era primo de Jon Bernthal, ator conhecido por seus papéis como Shane Walsh na série de televisão The Walking Dead e Frank Castle em O Justiceiro e em Demolidor. Ele era neto de Murray Bernthal (1911–2010), um músico e produtor que atou por muitos anos em Syracuse, Nova York.

## Compositor
Além de escrever e co-produzir a a música que virou filme de That Thing You Do!, Schlesinger compôs "Master of the Seas" para Ice Age: Continental Drift, interpretado por Jennifer Lopez, Peter Dinklage e outros. Escreveu e produziu três músicas para Music and Lyrics, e sua música também foi apresentada em filmes como Shallow Hal; Robôs; Há algo sobre Mary; Eu, eu e Irene; Josie e as gatinhas; Filme de terror; Confidencial da Escola de Arte; Campo de febre; Por causa de Winn-Dixie; Condado de Orange; Aviso de duas semanas, entre outros.

## Músicas compostas para outros artistas
- "Our Own World", "I Was There" e "House of Broken Gingerbread" por The Monkees
- "Just the Girl" and "I'll Take My Chances" por The Click Five
- "Everybody Loves Music" por Nicki Minaj, Pat Monahan, e Ken Jeong em "The Billboard Music Awards"
- "I Guess It's American" por Superdrag (co-composta comJohn Davis)
- "High School Never Ends" por Bowling for Soup (co-composta com Jaret Reddick)
- "I Am What I Am" por Jonas Brothers
- "Hackensack" (Fountains of Wayne cover) por Katy Perry
- "Perfect Night" by Sarah Silverman por will.i.am
- "1-800 Clap Your Hands", "Marisol", "You Get Me Through", "Double Talk", and "Jerkface Loser Boyfriend" por Emily Osment
- "Work to Do" por America
- "Barbie Eat a Sandwich" and "My Problems" com Care Bears on Fire
- "A Little More Us" por Stereo Skyiline
- "Just Like a Rockstar" por The Fresh Beat Band
- "Stay in Our PJs" por Big Time Rush
- "I'll Say It" por Kathy Griffin
- "Text Me Merry Christmas" por Straight No Chaser com Kristen Bell
- "Tantalized", "All Work", "That's So Typical", "Spit It Out", "Looks Good on Paper" por Fever High
- "Work to Do" por America

## No teatro
Schlesinger e o produtor executivo do The Daily Show, David Javerbaum, co-escreveram as músicas para a adaptação para teatro musical do filme de John Waters, Cry-Baby. Cry-Baby estreou no La Jolla Playhouse em La Jolla, Califórnia, em novembro de 2007. As pré-estreias para a Broadway começaram no Marquis Theatre em 15 de março de 2008. Sua noite de abertura oficial foi em 24 de abril de 2008.
Schlesinger e Javerbaum compuseram a música de encerramento "I Have Faith in You" para a peça de Javerbaum An Act of God, que estreou na Broadway em 28 de maio de 2015. A música é interpretada por Jim Parsons, Chris Fitzgerald e Tim Kazurinsky.
Schlesinger e Sarah Silverman colaboraram em um musical intitulado The Bedwetter, baseado em seu livro de mesmo nome.  O musical estava programado para começar no dia 9 de maio de 2020, no Linda Gross Theater, no Atlântico; a noite de abertura estava marcada para quarta-feira, 10 de junho de 2020.

## Na televisão
Schlesinger e Javerbaum compuseram o número de abertura da cerimônia do Tony Awards de 2011 "It's Not Just for Gays Anymore", bem como os números de abertura e encerramento do Tony Awards de 2012, "What If Life Was More Like Theatre" e "If I Had Time", tudo realizado por Neil Patrick Harris. Eles escreveram "TV Is a Vast Wonderland", o número de abertura do Emmy Awards de 2011, realizado por Jane Lynch e "O número no meio do show", apresentado no Emmy de 2013 por Neil Patrick Harris, Sarah Silverman e Nathan Fillion.
O trabalho de composição de televisão de Schlesinger inclui música tema, músicas e/ou partituras para I Love You America (Hulu), The Maya Rudolph Show (NBC), A Colbert Christmas: The Great Gift of All!, Tony Awards de 2011 e 2012, Emmy Awards de 2011 e 2013, Big Time Rush, TUFF Puppy (Nickelodeon), Good Luck Charlie (Disney Channel), Fresh Beat Band (Nickelodeon), Kathy (Bravo), Crank Yankers, "Wedding Band "(TBS), Billboard Music Awards, Bubble Guppies (Nick Jr.), Howard Stern Show, Vila Sésamo ," Night of Too Many Stars "da Comedy Central, desenhos animados de Robert Smigel para Saturday Night Live, Dia de Natal dos parques da Disney Desfile com Neil Patrick Harris, o Comedy Awards (Comedy Central), American Dreams, Stephen King 's Hospital, The In-Laws, The Man Show, Tarde demais com Adam Carolla, The Dana Carvey Show, a Casa de Buggin de John Leguizamo, My Kind of Town, e outros. Suas músicas foram licenciadas para uso em várias séries de televisão, incluindo Scrubs, The Hills, Gossip Girl, Melrose Place, Felicity, Roswell e outras.
Escreveu músicas para e foi produtor executivo da comédia de roteiro Crazy Ex-Girlfriend da The CW.

## Trabalho de produção musical
Como produtor e mixador de discos, ele trabalhou com The Monkees, Fever High, Dashboard Confessional, Swirl 360, Tahiti 80, Motion City Soundtrack, Verve Pipe, Robert Plant, América, The Sounds, They Might Be Giants, Fastball e muitos outros artistas, além de produzir ou co-produzir cinco álbuns do Fountains of Wayne e cinco da Ivy.

## Projetos paralelos
Schlesinger também estava em uma banda paralela chamada Tinted Windows, formada pelo guitarrista James Iha, anteriormente do The Smashing Pumpkins e A Perfect Circle, e mo vocal Taylor Hanson do Hanson e Bun E. Carlos do Cheap Trick, gravou e excursionou com eles em 2009 e 2010. Ele também contribuiu para o segundo álbum solo de Iha, Look to the Sky (2012).

## Prêmios e indicações
Schlesinger foi indicado ao Oscar e ao Globo de Ouro em 1997 por escrever a faixa-título do filme de Tom Hanks, dirigido por That Thing You Do!, bem como duas outras músicas para o filme.
Sua banda, Fountains of Wayne foi nomeado para dois Grammy Awards em 2003 por Melhor Artista Novo e Melhor Performance Pop por um Duo ou Grupo com Vocal por "Stacy's Mom".
Schlesinger e David Javerbaum receberam duas indicações ao Tony em 2008 como Melhor Musical e Melhor Trilha Original pelo musical Cry-Baby. Eles também receberam uma indicação ao Emmy de 2009 por Melhor música e letra por sua música "Much Worse Things", interpretada por Elvis Costello e Stephen Colbert no especial de televisão e no álbum A Colbert Christmas: The Greatest Gift of All!. O álbum foi co-escrito por Schlesinger e Javerbaum, e co-produzido por Schlesinger e Steven M. Gold, ganhou o Grammy  de 2009 como melhor álbum de comédia.
Schlesinger recebeu uma indicação ao Emmy Daytime 2013 como Melhor Canção Original por seu tema " Elmo the Musical" para Sesame Street. Ele e Molly Boylan receberam uma indicação ao Emmy Daytime 2011 pela música "I Wonder" da Vila Sésamo.
Schlesinger e Javerbaum receberam o Emmy de 2012 por excelentes músicas e letras por sua música "It's Not Just For Gays Anymore", interpretada por Neil Patrick Harris como o número de abertura da 65ª transmissão do Tony Awards; e um Emmy Award de 2013 por músicas e letras de destaque por sua música "If I Had Time", interpretada por Neil Patrick Harris como o número final da 66ª transmissão do Tony Awards.
Schlesinger recebeu duas indicações ao Emmy de 2016 por seu trabalho na série Crazy Ex-Girlfriend: Melhor música e letra originais para "Settle for Me" (co-escrito com Rachel Bloom e Jack Dolgen), e Outstanding Main Title Theme (co-escrito com Rachel Bloom).
Recebeu uma indicação ao Emmy de 2017 por Melhor música e letra originais por "We Tapped That Ass" (co-escrito com Rachel Bloom e Jack Dolgen) da série CW Crazy Ex-Girlfriend.
Ganhou o prêmio Emmy de 2019 por Melhor música original e letra de " Antidepressants Are So Not a Big Dea" e foi nomeado por Melhor música tema original de título principal por "Meet Rebecca" (tema da quarta temporada) de Crazy Ex-Girlfriend (ambos co (escrito por Rachel Bloom e Jack Dolgen).

## Vida pessoal
Em 30 de janeiro de 1999, Schlesinger se casou com Katherine Michel, designer gráfica e graduada em Yale. Eles se conheceram em 1996 na WXOU Rádio Bar, um bar que Schlesinger costumava frequentar. Eles se divorciaram em 2013. Schlesinger e Michel têm duas filhas, Sadie e Claire.

## Morte
Em 31 de março de 2020, Schlesinger morreu num hospital em Poughkeepsie, Nova York, aos 52 anos, como resultado de complicações de saúde causadas pelo COVID-19, durante a pandemia da doença no estado. Ele havia sido hospitalizado e colocado em um ventilador duas semanas antes de sua morte.